# Rebón
Rebón (oficialmente San Pedro de Rebón) es una parroquia española del municipio de Moraña, perteneciente a la provincia de Pontevedra, en la comunidad autónoma de Galicia.

## Historia
Hacia mediados del siglo XIX, el lugar, por entonces referido como una feligresía, tenía contabilizada una población de 494 habitantes. Aparece descrito en el decimotercer volumen del Diccionario geográfico-estadístico-histórico de España y sus posesiones de Ultramar de Pascual Madoz con las siguientes palabras:

REBON (San Pedro): felig. en la prov. de Pontevedra (3 leg.), part. jud. de Caldas de Reyes (1), dióc. de Santiago (6), ayunt. de Moraña (1/2). sit. al S. de la cap. del part. é inmediaciones del riach. Ameijeiras; clima templado y sano. Tiene unas 130 casas en los l. de Batan, Calbo, Castro, Fonteiña, Jil, Pallota, Pazo, San Pedro, San Roque y Rebon de Arriba. La igl. parr. (San Pedro) está servida por un cura de segundo ascenso y patronato lego; hay tambien una ermita dedicada á San Roque en el l. del mismo nombre. Confina con las parr. de Sayans, Gargantanes y San Lorenzo de Moraña. El terreno es de buena calidad. prod: trigo, maiz, centeno, habas, patatas y algunas castañas; hay ganado vacuno, lanar, cabrío y de cerda. ind.: la agricultura, molinos harineros y telares de lienzos ordinarios. pobl.: 130 vec., 494 alm. contr.: con su ayuntamiento (V.).
(Madoz, 1849, p. 384)

En 2022, tenía empadronados 341 habitantes.

## Patrimonio
Hay en la parroquia una iglesia de San Pedro.